# 오시마나카
오시마나카(大島中)은 오카야마현 가사오카시에 속하는 오아자이다.  2011년 10월 1일 기준 인구는 1,339명이다. 우편번호 714-0033(가사오카 우체국 관할구역). 이 항목에서는 존재했던 아사구치군 오시마나카촌(浅口郡 大島中村)에 해당한다. 